# Джанкой — Феодосія — Керч
Джанкой – Феодосія – Керч – газопровід, споруджений для подачі блакитного палив на схід Криму.
У 1990-х роках вирішили провести газифікацію східної частини півострова за рахунок ресурсу, який надходив по трубопроводу Херсон – Симферополь, при цьому за вихідний пункт нового газопроводу обрали Джанкой. Введений в експлуатацію у 2002-му, газопровід мав довжину 235 км, був виконаний  в діаметрі 500 мм та розрахований на робочий тиск у 5,4 МПа.
Від основної траси проклали цілий ряд відгалужень, зокрема:
- до Феодосії довжиною 9 км та діаметром 300 мм;
- до Судака довжиною 47 км та діаметром 300 мм;
- до селища Старий Крим довжиною 14 км та діаметром 200 мм.
В районі Багерове (кілька кілометрів на захід від Керчі) до газопроводу надходить ресурс з установки підготовки, яка обслуговує видобуток на кількох газових родовищах у Азовському морі (Східно-Казантипське, Північно-Булганацьке).
А за три десятки кілометрів західніше Керчі до трубопроводу за допомогою завершеної в 2005-му перемички довжиною 4 км з діаметром 150 мм подається продукція з установки підготовки Фонтанівського газоконденсатного родовища. 